# Grapska Gornja
Grapska Gornja (cyr. Грапска Горња) – wieś w Bośni i Hercegowinie, w Republice Serbskiej, w mieście Doboj. W 2013 roku liczyła 1334 mieszkańców.